# George Onslow (kompositör)
André George Louis Onslow, född den 27 juni 1784 i Clermont-Ferrand, död där den 4 oktober 1852, var en fransk tonsättare, sonson till en engelsk lord med samma namn.
Onslow studerade piano i London för Dussek och Cramer samt komposition i Paris för Reicha. Han tillbragte sitt liv dels i Paris, dels på sitt lantgods vid Clermont-Ferrand, under ivrigt musicerande och komponerande. 
Onslow blev på sin tid berömd genom sina många kammarmusikverk i klassisk stil (34 stråkkvintetter, 36 stråkkvartetter, 10 pianotrior, 5 pianosonater, 6 violinsonater, 3 cellosonater, en sextett, en septett och en nonett). 
Adolf Lindgren skriver i Nordisk Familjebok: "Särskildt de tidigare kvintetterna äro vackra". Onslow skrev även 4 romantiska symfonier. Hans 3 komiska operor gavs i Paris utan framgång.